# A31 road
Die A31 road (englisch für Straße A31) ist eine insgesamt 140 km lange, teilweise durch den M3 motorway und den M27 motorway ersetzte, größtenteils als Primary route ausgewiesene Straße in England, die Guildford mit Winchester verbindet, dann durch die Autobahnen M3 und M27 ersetzt ist und bei dem Anschluss junction 2 des M27 wieder beginnt und am Ende des M27 (junction 1) diesen geradlinig fortsetzt und über Wimborne Minster bis Bere Regis führt, wo sie auf die nach Dorchester führende A35 road trifft und endet.

## Verlauf
Der Ostabschnitt der Straße beginnt im Zentrum von Guildford, kreuzt dann die A3 road und verläuft zweibahnig nach Farnham. Ihre Fortsetzung führt nach Chawton, wo die A32 road nach Südsüdwesten abzweigt. Die A31 setzt sich in südwestlicher Richtung, nun über längere Abschnitte zweispurig, fort, umgeht New Alresford im Süden und erreicht die Ostumfahrung von Winchester. Dort endet der Ostabschnitt. Zum Westabschnitt führen entweder die beiden Autobahnabschnitte oder die A3090 road. Dieser Abschnitt setzt den M27 fort, führt durch den New-Forest-Nationalpark. Die A31 kreuzt in Ringwood die A338 road, mit der sie ein kurzes Stück gemeinsam verläuft, und verlässt bei Ferndown die gerade Richtung, die von der A348 road in Richtung Poole beibehalten wird. Die A31 führt in etwa westlicher Richtung nach Wimborne Minster, kreuzt dann die A350 road und endet in Bere Regis.